# Fama, ¡a bailar!
Fama, ¡a bailar! fue un programa de televisión español del género talent show, centrado en una academia de baile, que se emitía en #0 de Movistar+. Las cinco primeras temporadas se ofrecieron desde 2008 hasta 2011 en Cuatro, y desde el 11 de marzo de 2018 se retomó su emisión en la televisión de pago hasta el 16 de mayo de 2019. El programa, producido por Zeppelin TV, estaba basado en un formato original chileno.

## Historia
Fama ¡a bailar! se estrenó el 7 de enero de 2008 y su tercera edición finalizó el 24 de enero de 2010.  Tras la primera edición, la cadena emitió una edición dirigida a buscar talentos infantiles. El programa se llamó Fama School y se emitió en prime time los domingos.
La segunda edición de Fama ¡a bailar!,  consolidó el formato. La final fue celebrada en la cubierta de Leganés ante casi 10 000 personas.
La cadena decide continuar, nada más acabar la segunda edición con un Fama ¡a bailar!: Centro de danza, en el que los concursantes de Fama 1 y Fama 2, ya convertidos en bailarines profesionales, vuelven al centro para competir en grupos.
Fama ¡a bailar! 3 llegó tres meses después de finalizar la última edición. Se caracterizó por la participación de gente joven, llamados "Generación Fama".
La cuarta edición el programa  pasó a llamarse Fama Revolution. Esta edición constaba de varias partes. El Campus, lugar donde todos los clasificados del casting tienen que demostrar que son capaces de estar dentro de Fama, Los Grupos, una vez seleccionados los 25 alumnos de la edición, se agrupan por estilos y compiten durante un mes en grupo, y finalmente Las Parejas, que están separadas por niveles y se van formando conforme discurra el tiempo. Esta fue la última edición que presentó Paula Vázquez.
Fama ¡a bailar! 5, fue la quinta edición de Fama. Comenzó el 10 de enero de 2011 nada más terminar Fama Revolution y finalizó el 25 de marzo dando fin al programa. Los cástines fueron realizados por Rafa Méndez y el programa pasó a ser presentado por Tania Llasera. Esta edición volvió a los orígenes de Fama con la misma mecánica que en ediciones anteriores.
Tras su última edición en 2011, saltaron rumores de que Mediaset España volvería a apostar por el formato durante los primeros meses del 2017, aunque no se llegó a un acuerdo con la productora. Sin embargo, el 10 de enero de 2018, tras 7 años del fin del programa en la sobremesa de Cuatro, la presentadora Paula Vázquez confirmó a través de un vídeo en sus redes sociales la vuelta del formato, esta vez en Movistar+. Tras esto, el 6 de febrero de 2018, se anunciaron las fechas de los cástines, además de desvelar el claustro de profesores y la emisión en directo del formato las 24H a través del canal Movistar+ y Youtube. Asimismo, se confirmó que el formato duraría 13 semanas y que 8 parejas se disputarían el triunfo y 30.000 euros en una beca. El estreno fue el 11 de marzo de 2018 en #0 donde se emite actualmente de domingo a jueves en horario de prime time.

## Ediciones
| Edición                           | Inicio                   | Final                   | Jurado                                  | Profesores                                                                       | Ganador                                          | Pareja ganadora                              | Participantes | Semanas |
| --------------------------------- | ------------------------ | ----------------------- | --------------------------------------- | -------------------------------------------------------------------------------- | ------------------------------------------------ | -------------------------------------------- | ------------- | ------- |
| Fama, ¡a bailar!                  | 7 de enero de 2008       | 28 de abril de 2008     | Víctor Ullate Lola González             | Sergio Alcover Marbelys Zamora Rafa Méndez                                       | Vicky Gómez                                      | Juan Carlos & Lorena                         | 48            | 17      |
| Fama School                       | 5 de mayo de 2008        | 26 de mayo de 2008      | Víctor Ullate Lola González             | Sergio Alcover Marbelys Zamora Rafa Méndez                                       | Alexis                                           | Cash (grupo)                                 | 36            | 4       |
| Fama, ¡a bailar! 2                | 8 de diciembre de 2008   | 29 de abril de 2009     | Víctor Ullate Lola González             | Sergio Alcover Marbelys Zamora Rafa Méndez Pau Vázquez                           | Sergi                                            | Raquel & Ginés                               | 55            | 21      |
| Fama, ¡a bailar!: Centro de Danza | 4 de mayo de 2009        | 10 de julio de 2009     | Víctor Ullate Lola González             | Sergio Alcover Marbelys Zamora Pau Vázquez Gsus Villau                           | Lirical Hops Hugo Lorena Juan Carlos Karel Carol | Dance To Be (2.ºs) Kiko Esther Eli Iván Nito | 30            | 10      |
| Fama, ¡a bailar! 3                | 14 de septiembre de 2009 | 24 de enero de 2010.    | Lola González                           | Sergio Alcover Marbelys Zamora Rafa Méndez Pau Vázquez Benji Lee                 | Jonathan                                         | Yaima & Javier                               | 53            | 19      |
| Fama Revolution                   | 6 de septiembre de 2010  | 22 de diciembre de 2010 | Lola González                           | Sergio Alcover Marbelys Zamora Pau Vázquez Benji Lee Rafa Méndez Pepe Muñoz      | Mark                                             | Aarón & Sabela                               | 50            | 16      |
| Fama, ¡a bailar! 5                | 10 de enero de 2011      | 25 de marzo de 2011     | Lola González Javier Gurruchaga Vanexxa | Sergio Alcover Marbelys Zamora Maribel del Pino Benji Lee Rafa Méndez Pepe Muñoz | María                                            | Paula & Bryan                                | 28            | 11      |
| Fama, ¡a bailar! 2018             | 11 de marzo de 2018      | 7 de junio de 2018      | Igor Yebra                              | Iker Karrera Ruth Prim Raymond Naval Carla Cervantes Sandra Egido                | Wondy                                            | No hubo final por parejas                    | 30            | 13      |
| Fama, ¡a bailar! 2019             | 1 de febrero de 2019     | 16 de mayo de 2019      | Iker Karrera                            | Ruth Prim Raymond Naval Carla Cervantes Sandra Egido Iker Karrera                | Esther                                           | Fonsi & Valeria                              | 35            | 15      |

### Primera edición: Fama ¡a bailar!
La primera edición de Fama, ¡a bailar! se emitió del 7 de enero de 2008 al 28 de abril de 2008. 45 participantes.

### Primera edición: Fama School
La primera edición de Fama School se emitió del 5 de mayo de 2008 al 26 de mayo de 2008. 18 grupos participantes y 14 bailarines.

### Segunda edición: Fama ¡a bailar! (2)
La segunda edición de Fama, ¡a bailar! se emitió del 8 de diciembre de 2008 al 29 de abril de 2009. 63 participantes.

### Fama ¡a bailar! Centro de Danza
Una edición especial con ex-concursantes de Fama en la que se busca al conjunto de baile más completo. Se emitió desde el 4 de mayo de 2009 al 10 de julio de 2009

### Tercera edición: Fama ¡a bailar! (3)
La tercera edición de Fama, ¡a bailar! se emitió del 14 de septiembre de 2009 al 24 de enero de 2010. 53 participantes.

### Cuarta edición: Fama Revolution (4)
La cuarta edición de Fama, ¡a bailar! bajo el nombre de Fama Revolution se emitió del 6 de septiembre de 2010 al 22 de diciembre de 2010. 50 participantes.

### Quinta edición: Fama ¡a bailar! (5)
La quinta edición de Fama, ¡a bailar! se emitió del 10 de enero de 2011 al 25 de marzo de 2011. 28 participantes.

### Sexta edición: Fama ¡a bailar! 2018
La sexta edición de Fama, ¡a bailar! se emitió del 11 de marzo de 2018 al 7 de junio de 2018. 30 participantes.

### Séptima edición: Fama ¡a bailar! 2019
La séptima edición se emitió el 1 de febrero de 2019 al 16 de mayo de 2019. 35 participantes.

## Personal de la escuela

### Presentadoras
| Presentadora  |          |                    |               |                        |               |                       |          |          |          |  |  |
| Presentadora  | 1 (2008) | Fama School (2008) | 2 (2008/2009) | Centro de Danza (2009) | 3 (2009/2010) | Revolution (4) (2010) | 5 (2011) | 6 (2018) | 7 (2019) |  |  |
| ------------- | -------- | ------------------ | ------------- | ---------------------- | ------------- | --------------------- | -------- | -------- | -------- |  |  |
| Paula Vázquez |          |                    |               |                        |               |                       |          |          |          |  |  |
| Tania Llasera |          |                    |               |                        |               |                       |          |          |          |  |  |

### Profesores
- Iker Carrera: Jefe de estudios y profesor (Fama a bailar 2018), Director (Fama a bailar 2019)
- Ruth Prim: Profesora (Fama a bailar 2018-2019)
- Raymond Naval: Profesor (Fama a bailar 2018-2019)
- Carla Cervantes: Profesora (Fama a bailar 2018-2019)
- Sandra Egido: Profesora (Fama a bailar 2018-2019)
- Aarón Mata: Ayudante de Raymond (Fama a bailar 2018-2019)
- Adnan Souilah: Ayudante de Ruth (Fama a bailar 2018-2019)
- Carla Diego: Ayudante de Iker (Fama a bailar 2018-2019)
- Mimi Doblas (Lola Índigo): Trainer artística (Fama a bailar 2019)

### Profesores anteriores
- Víctor Ullate Roche: Director (Fama ¡A Bailar! 1-Grupos), profesor de Clásico (Fama ¡A Bailar! 1-2) y profesor de Clásico avanzado (Edición Grupos)
- Lola González: Jefa de estudios (Fama ¡A Bailar! 1-Grupos), Directora (Fama ¡A Bailar! 3-5 y Fama Revolution 4)
- Igor Yebra: Director (Fama a bailar 2018)
- Sergio Alcover: Profesor de Street Dance (Fama ¡A Bailar! 1-2-3-5 y Fama Revolution 4)
- Marbelys Zamora: Profesora de Lírico (Fama ¡A Bailar! 1-2-3-5 y Fama Revolution 4)
- Rafa Méndez: Profesor de Funky (Fama ¡A Bailar! 1-2-3-5), coreógrafo performances (Fama Revolution 4)
- Pau Vázquez: Profesora de Jazz-Fusión (Fama ¡A Bailar! 2-3 y Fama Revolution 4) , profesora de Clásico para principiantes (Edición Grupos)
- Gsus Villau: Profesor de Funky (Edición Grupos)
- Benji Lee Weeratunge: Profesor de Comercial Dance (Fama ¡A Bailar! 3-5 y Fama Revolution 4)
- Jacob Hernández: Profesor de Clásico (Fama ¡A Bailar! 3)
- Pepe Muñoz: Profesor de Broadway Style (Fama Revolution 4 y Fama ¡A Bailar! 5)
- Maribel del Pino: Profesora de New Style (Fama ¡A Bailar! 5)
- José Catalán: Ayudante de Lola (Fama ¡A Bailar! 1-3)
- Gala Robles: Ayudante de Rafa (Fama ¡A Bailar! 1-2, 3 y Fama Revolution)
- Adrián Herrero †: Ayudante de Marbelys (Fama ¡A Bailar! 1-2)
- Karel Marrero: Ayudante de Marbelys (Fama ¡A Bailar! 3,5 y Fama Revolution)
- Héctor Romero : Ayudante de Rafa (Fama ¡A Bailar! 1-3)
- Álex Gutiérrez: Puente entre profesores y alumnos (Fama ¡A Bailar! 2)
- Hugo Rosales: Puente entre profesores y alumnos (Fama ¡A Bailar! 3)
- Juan Magan: DJ de Fama (Fama ¡A Bailar! 3)

## Palmarés Fama
| Edición               | Fecha     | Ganador                 | Pareja Ganadora      | Segundo           | Tercero          | Cuarto          | Quinto      | sexto   | séptimo | octavo  |
| --------------------- | --------- | ----------------------- | -------------------- | ----------------- | ---------------- | --------------- | ----------- | ------- | ------- | ------- |
| Fama ¡a bailar!       | 2008      | Vicky Gómez             | Lorena & Juan Carlos | Quique Guijarro   | Lorena Gallego   | Hugo Rosales    | Juan Carlos | Jacob   | Mery    | Belinda |
| Fama ¡a bailar! 2     | 2008-2009 | Sergi Orduña            | Raquel & Ginés       | Yurena Molina     | Raquel Mateo     | Ginés Cano      | Eva         | Eli     | Erik    | Miguel  |
| Fama: Centro de Danza | 2009      | Lirical Hops            | —                    | Dance to Be       | Just Dance       | Diamond Crew    |             |         |         |         |
| Fama ¡a bailar! 3     | 2009-2010 | Jonathan Anzalone       | Yaima & Javier       | Lourdes Guadalupe | Albert Cornelles | Keko Marcos     | Juan        | Albert  |         |         |
| Fama Revolution       | 2010      | Mark Amengual           | Aarón & Sabela       | Aarón Mata        | Didi Rodríguez   | Yron Onay       | Carla       | Sabela  | Fanny   | Yurena  |
| Fama ¡a bailar! 5     | 2011      | María Cocol             | Paula & Bryan        | Paula             | Otamendi         | Fer             | Vero        | Saray   | Bryan   |         |
| Fama a bailar 2018    | 2018      | Diana Grytsailo "Wondy" | —                    | Pablo Costas      | Adrián Manzano   | Ester Carbonero | Valero      | Lucía   | Ugo     | Kino    |
| Fama a bailar 2019    | 2019      | Esther Moreno           | Fonsi & Valeria      | Aritz Grau        | Fonsi López      | Valeria Jones   | Davo        | Antonio | Lohi    | Pope    |